# ハウザン省
ハウザン省（ハウザンしょう、ベトナム語：Tỉnh Hậu Giang / 省後江  発音、中部と南部の方言から「ハウジャン」とも）は、ベトナムのメコン・デルタ地帯に位置したかつての省（地方自治体）。省都はヴィータイン市。
2025年、ソクチャン省と共にカントー市に統合された。

## 行政区画
ハウザン省は、以下の行政単位に区分される。
- 市（Thành phố / 城庯）

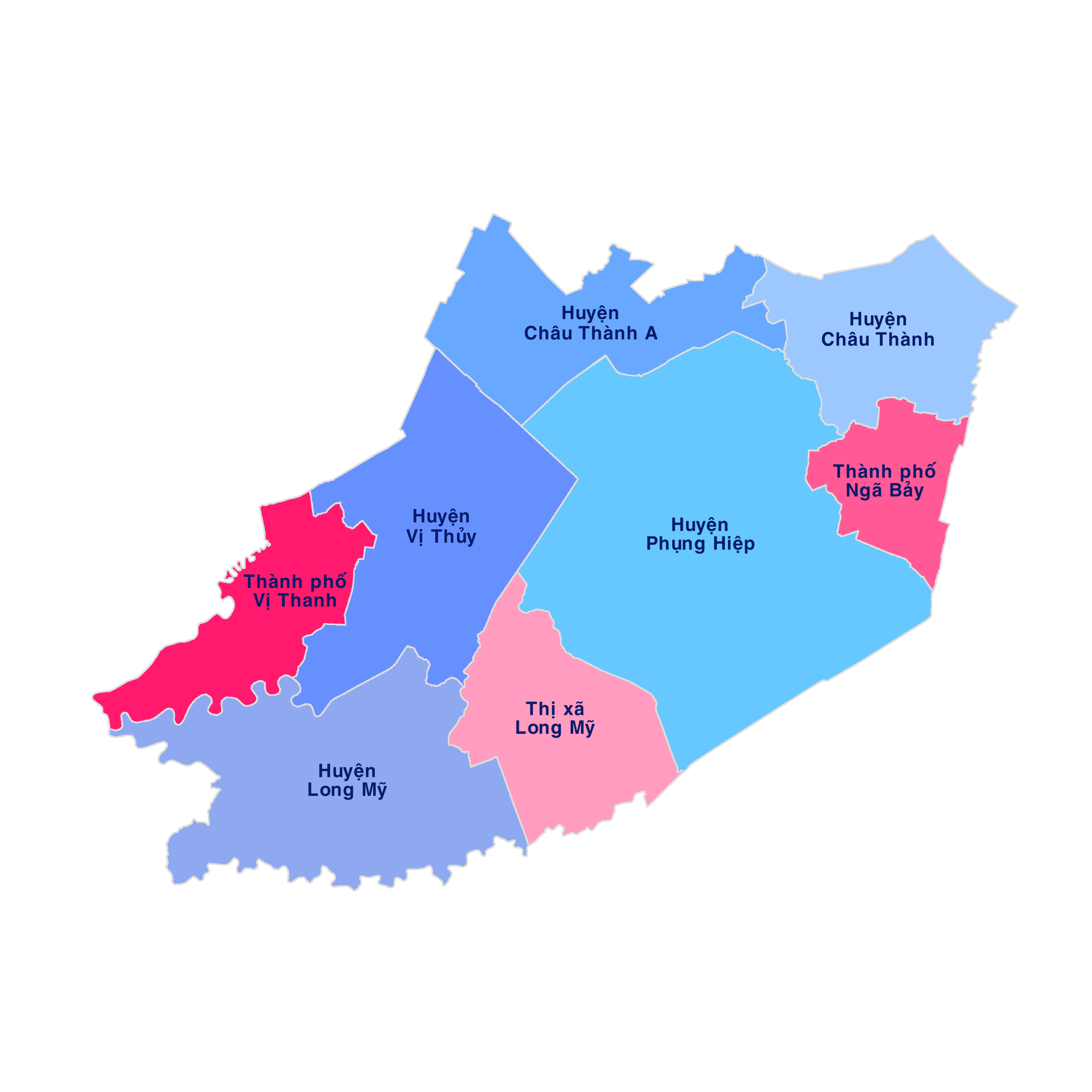
地図

  - ヴィータイン市（Vị Thanh / 渭清）
  - ガーバイ市（Ngã Bảy / 我𠤩）
- 市社（thị trân / 市社）
  - ロンミー市社（Long Mỹ / 隆美）
- 県（huyện / 縣）
  - チャウタイン県（Châu Thành / 周城）
  - チャウタインA県（Châu Thành A / 周城A）
  - ロンミー県（Long Mỹ / 隆美）
  - フンヒエップ県（Phụng Hiệp / 鳳合）
  - ヴィートゥイ県（Vị Thủy / 渭水）